# کن-مارتی واهر
کن-مارتی واهر (استونیایی: Ken-Marti Vaher؛ زادهٔ ۵ سپتامبر ۱۹۷۴) سیاست‌مدار اهل استونی است.
وی از سال ۲۰۱۱ تا ۲۰۱۴ وزیر کشور استونی و از سال ۲۰۰۳ تا ۲۰۰۵ وزیر دادگستری استونی بوده‌است.